# Datagram Transport Layer Security
Datagram Transport Layer Security (DTLS) ist ein auf Transport Layer Security (TLS) basierendes Verschlüsselungsprotokoll, das im Gegensatz zu TLS auch über verbindungslose, nicht zuverlässige Transportprotokolle wie das User Datagram Protocol (UDP) übertragen werden kann.

## Geschichte
- Februar 2004: Erster Entwurf und Implementierung in OpenSSL[1]
- 2006: RFC 4347 zur Standardisierung von DTLS 1.0.[2]
- Januar 2012: RFC 6347 ersetzt vorherigen RFC und aktualisiert DTLS auf Version 1.2.[3]
- April 2022: DTLS 1.3 wird in RFC 9147 veröffentlicht.[4]

## Hintergrund
Mit Voice over IP (VoIP) und dem dort verbreiteten Signalisierungsprotokoll SIP, welches aufgrund diverser Vorteile bevorzugt über UDP übertragen wird, kam der Bedarf auf, die durch TLS gegebene Sicherheit bei SIP über TCP auch auf den Transport über UDP zu übertragen. TLS selbst ist dafür nicht geeignet, da keines der nach einem Paketverlust folgenden Pakete mehr authentifiziert werden kann.
In der Praxis wird DTLS beim ReSIProcate SIP Stack, Citrix Enlightened Data Transport (ICA über UDP) und bei VPN-Protokollen wie Cisco AnyConnect eingesetzt. Im 2014 vorgestellten Netzwerkprotokoll Thread für IoT und Smart Home wird DTLS ebenfalls verwendet. Darüber hinaus kann es bei CoAP optional zur Absicherung genutzt werden. Für HART-IP über UDP (Protokollversion 2) wird DTLS zwingend vorausgesetzt.

## Funktionsweise
Die Funktionsweise von DTLS entspricht weitgehend der von TLS. Um nicht durch zu starke Veränderung des ursprünglichen Protokolls eine Implikation bezüglich der Sicherheit des neuen Protokolls herbeizuführen, wurden nur an den Stellen Änderungen vorgenommen, an denen dies bei Verwendung eines nicht zuverlässigen Transportprotokolls notwendig ist. Diese Änderungen sind:
- Wiederherstellen der Zuverlässigkeit des Handshakes zu Beginn der Kommunikation, da in diesem Teil die Ankunft aller Pakete garantiert werden muss, um eine Authentifizierung und den Schlüsseltausch ermöglichen zu können. Dies geschieht dadurch, dass die Pakete nach einer bestimmten Zeit erneut gesendet werden.
- Explizite Nummerierung der einzelnen Pakete während der Übertragung. Dies geschieht bei TLS nur implizit, wodurch bei einem Paketverlust kein korrekter HMAC mehr berechnet werden kann, was eine Integritätsverletzung darstellt und wiederum zu einem Verbindungsabbruch führt.
- Eine optionale Replay-Detection für einzelne Pakete.

## Alternativen
Falls die Anwendung einen zuverlässigen Transport benötigt, kann statt DTLS über UDP entweder TLS über TCP oder TLS über QUIC verwendet werden. QUIC gilt als Nachfolger von TCP, baut seinerseits auf UDP auf, und wird von Anwendungsprotokollen wie HTTP/3 oder DNS over QUIC (DoQ) verwendet.

## Normen und Standards
- RFC: <a href='https://datatracker.ietf.org/doc/html/rfc4347' class='extiw' title='rfc:4347'>4347</a> – Datagram Transport Layer Security. April 2006 (veraltet, englisch).
- RFC: <a href='https://datatracker.ietf.org/doc/html/rfc6347' class='extiw' title='rfc:6347'>6347</a> – Datagram Transport Layer Security Version 1.2. 2012 (löst <a href='https://datatracker.ietf.org/doc/html/rfc4347' class='extiw' title='rfc:4347'>RFC 4347</a> ab, veraltet, englisch).
- RFC: <a href='https://datatracker.ietf.org/doc/html/rfc9147' class='extiw' title='rfc:9147'>9147</a> – The Datagram Transport Layer Security (DTLS) Protocol Version 1.3. April 2022 (englisch).